# St. Nikolai (Hamburg-Billwerder)

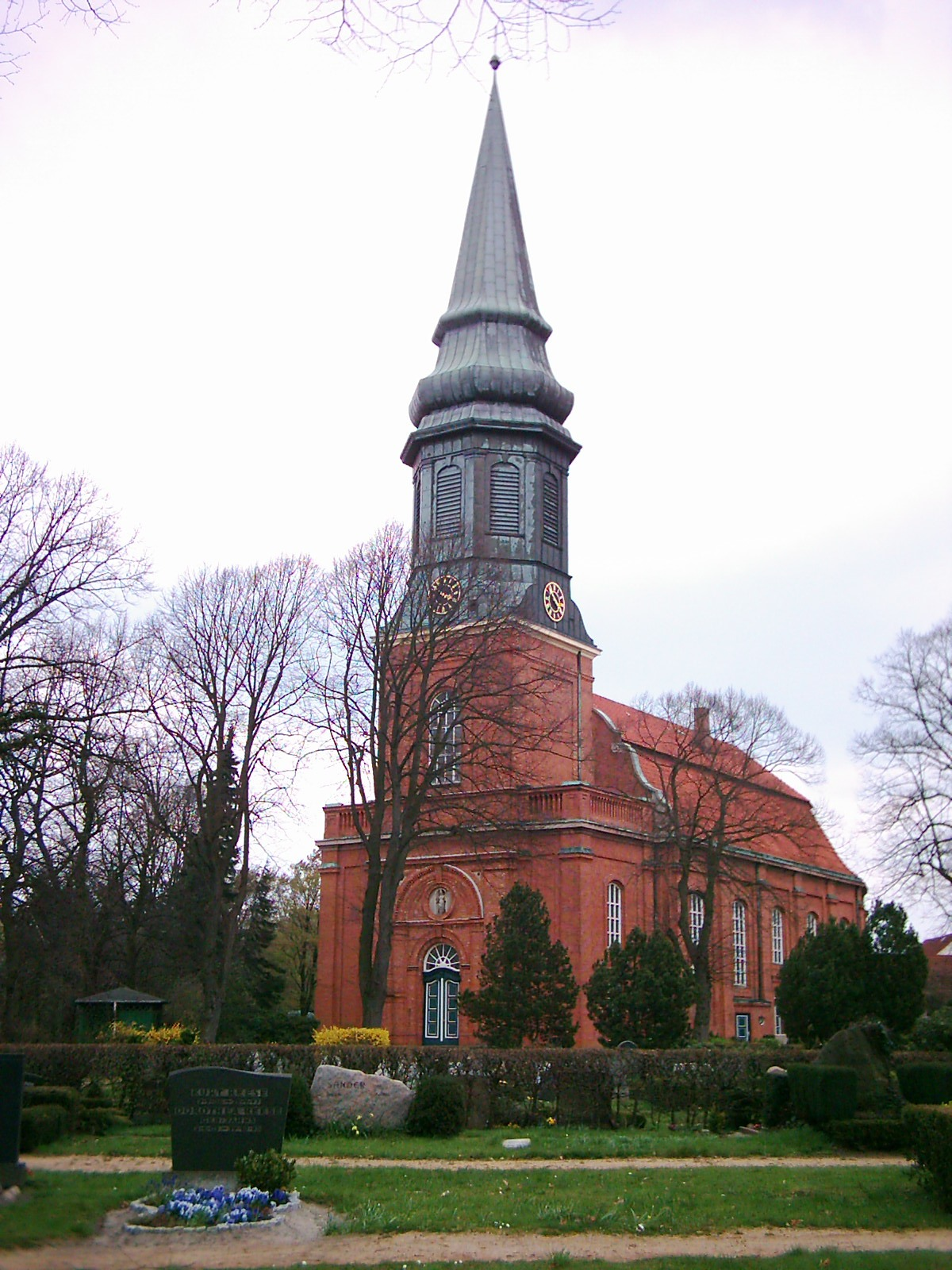
Kirche und Friedhof

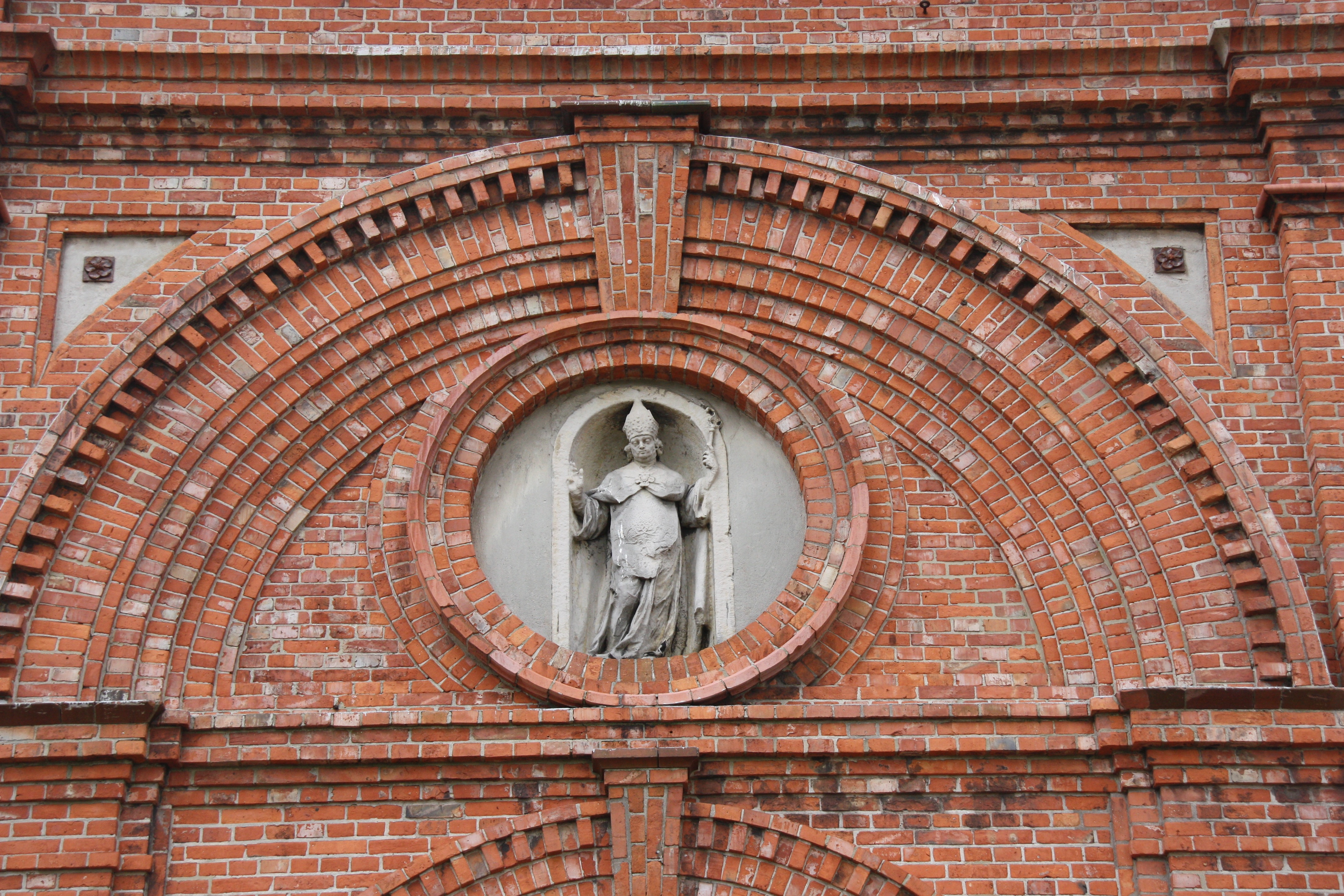
Statue von St. Nikolaus über dem Eingang

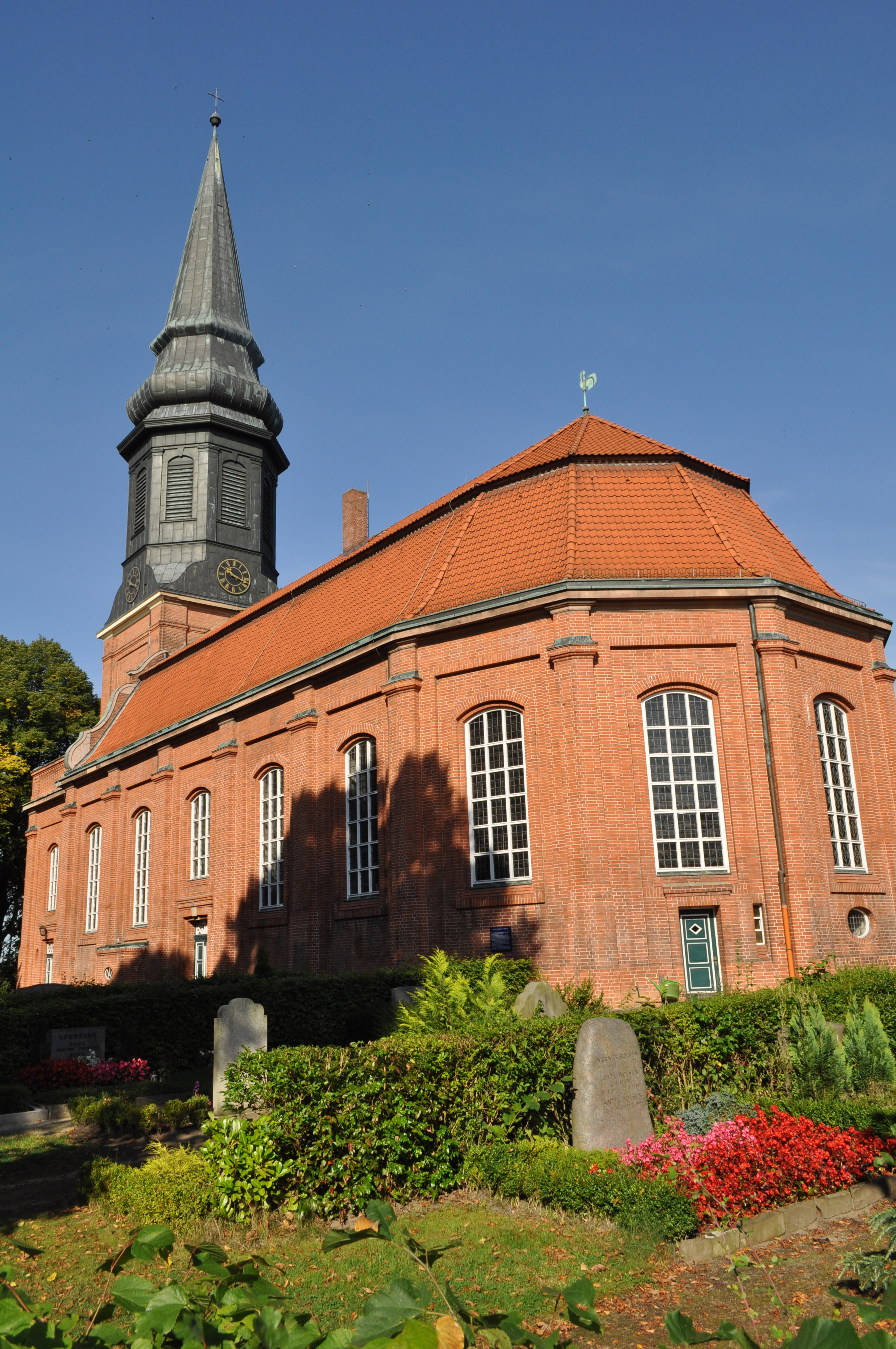
Blick auf den Chor

Die evangelisch-lutherische Kirche St. Nikolai, in Hamburg-Billwerder direkt am Billwerder Billdeich gelegen, ist der neueste Kirchenbau an einer Stelle, an der seit dem 13. Jahrhundert Kirchen urkundlich erwähnt werden.

## Frühere Kirchengebäude
Die Informationen über die Kirchengebäude vor 1737 sind sehr lückenhaft. Urkundliche Nachweise einer Kirche in Billwerder stammen  zwar bereits aus den Jahren 1251 und 1331, aber erst im Jahre 1402 wird St. Nikolai zum ersten Mal als eigenständige Pfarrkirche erwähnt. Bis zum 18. Jahrhundert finden sich vielfach Berichte über schwere Schäden durch Stürme am vorhandenen Gebäude. Die Kirche hat wahrscheinlich eine Kanzel von Hein Baxmann besessen, ein Auftrag an ihn ist für 1632 nachgewiesen.
Die ältesten erhaltenen Stücke aus diesen Kirchen sind zwei Holzskulpturen, die heute im Museum für hamburgische Geschichte stehen. Eine stellt den Evangelisten Johannes dar und die andere aus dem Jahre 1520 den hl. Nikolaus als Namensgeber.

## Heutige Kirche und ihr Vorgängerbau
Als die alte Kirche endgültig als baufällig eingestuft wurde, entstand 1737 bis 1739 durch Johannes Nicolaus Kuhn ein städtisch anmutendes Kirchenschiff neben dem damals noch existierenden freistehenden hölzernen Glockenturm. Das Kirchenschiff unterschied sich bereits damals stark von dem anderer Kirchen in den Marschlanden, da sich reiche Hamburger Kaufleute in Billwerder Sommerresidenzen geschaffen hatten und Wert auf eine Kirche mit städtischem Flair legten. Pastor war damals Johann Andreas Geismer. Für die Einweihungsfeier gaben die Billwerder Landherren Cornelius Poppe und Paul Jenisch bei dem damaligen Hamburger Musikdirektor Georg Philipp Telemann ein Oratorium in Auftrag ("Siehe da! Eine Hütte Gottes bei den Menschen" TWV 2:3), zu dem Michael Richey den Text lieferte, in dem er auch vor Kritik an den Hamburger "Sommerfrischlern" nicht zurückschreckte.
Bereits 1771 erlebte die neue Kirche ihr erstes Hochwasser, bei dem das Wasser nach einem Deichbruch von Juli bis September knietief im Kirchenschiff stand. Erst 1884 ersetzte man den alten Turm durch den neuen 56 m hohen, schlanken neobarocken Turm, den der Architekt Otto Ritscher konstruierte.
Die Kirche brannte am 5. September 1911 bei Lötarbeiten im Turm bis auf die Umfassungsmauern ab. Das brennende Kirchenschiff sah Justus Brinckmann, der in Bergedorf wohnende Direktor des Museums für Kunst und Gewerbe vom Zug aus. Er zog die Notbremse, stieg aus und eilte querfeldein zur Kirche. Mitreisende erinnern, dass er "Der Altar!" gerufen hatte.
Der Wiederaufbau als Barockbau in Anlehnung an die alten Pläne erfolgte 1911 bis 1913 unter der Leitung von Fernando Lorenzen. Dabei wurden das Gewölbe des Kirchenschiffs und der Turmhelm feuersicher aus Stahlbeton errichtet. Das Hauptgebäude ist heute ein Backsteinsaal mit Tonnendecke und fünfseitigem Chorabschluss. Die so erwünschte Höhenwirkung wird durch den Kanzelaltar im Osten und die Orgel im Westen noch gesteigert.
1978 wurden umfangreiche Renovierungsarbeiten erforderlich, in deren Verlauf auch die heutigen vier Buntglasfenster im Altarbereich eingebaut wurden, die Scheibenreste aus alten Bleiglasfenstern enthalten. Alle anderen Fenster wurden mit hellen Scheiben versehen.

## Ausstattung

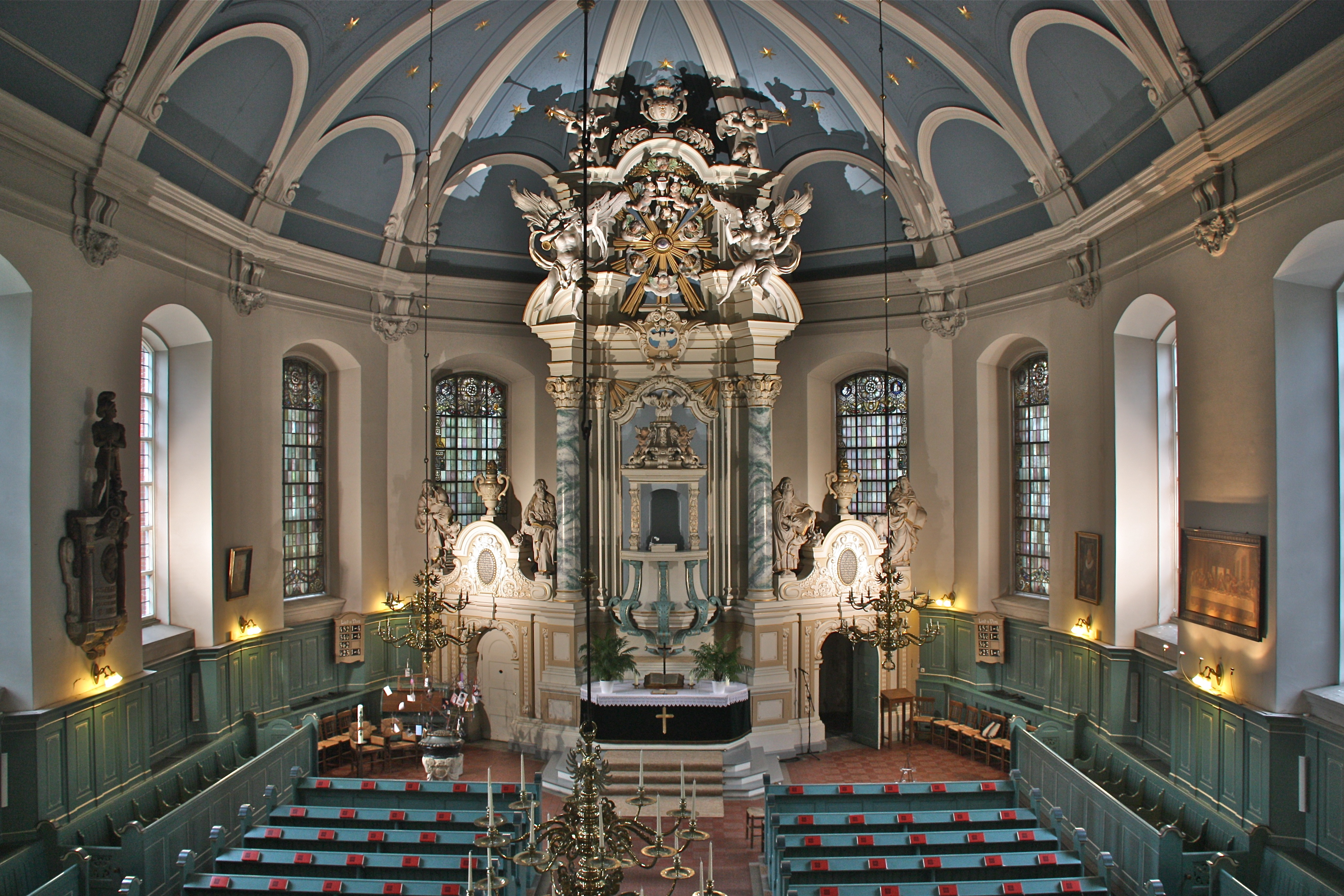
Innenraum mit Kanzelaltar

Von der ursprünglichen Ausstattung von 1740 sind zwei Stücke des Bildhauers Christoph Gruber erhalten, der Taufstein aus schwarzem Marmor und die Skulptur des heiligen Nikolaus über dem Eingang. Der Altar-Kanzelbereich ist mit Figuren der vier Evangelisten geschmückt, auf den Bodenfliesen ist der Fisch als das frühe Symbol der Christenheit dargestellt. Die Kirche besitzt ein Epitaph für den preußischen General Gustav von Manstein, der in Billwerder die letzten Jahre seines Lebens verbrachte.
Der heutige Altar ist ein Werk des Bildhauers August Henneberger aus dem Jahr 1913. Er wurde dem vor dem Brand vorhandenen Altar nachempfunden und präsentiert sich als ein für die Barockzeit typischer Kanzelaltar. Durch die verwendete Symbolik mit Bildern der Evangelisten und bekannter Pastoren der Gemeinde wird der jeweils Predigende in eine Gemeinschaft mit den Evangelisten und seinen Amtsvorgängern gestellt.
Am ehemaligen Pastorat Billwerder Billdeich 140 erinnert eine Bronzeplakette an den hier geborenen Pastorensohn und Chemiker Friedlieb Ferdinand Runge.

## Glocken
Während des Ersten Weltkriegs mussten die damals vorhandenen drei Bronzeglocken, die zusammen über 3 Tonnen wogen, für Rüstungszwecke abgegeben werden. 1919 erhielt die Kirche drei auf die Töne es, ges und b gestimmte Stahlglocken aus der Giesserei Franz Schilling. Diese wurden wiederum 1986 durch neue Bronzeglocken ersetzt.
Ihre Inschriften lauten:
- Ehern war ich, stählern ward ich, Frieden erfleh ich
- Aus der Tiefe rufe ich, Herr, zu dir (Psalm 130,1 LUT)
- O Land, Land, höre des Herrn Wort, (Jer 22,29 LUT)

## Orgel
Orgeln gibt es in den Kirchen an dieser Stelle nachweislich seit 1627. Dem Abbruch des Kirchengebäudes 1737 sind jedoch auch alle älteren Orgeln zum Opfer gefallen.
1739 erhielt die Kirche eine Orgel aus der Werkstatt von Johann Dietrich Busch. 1870 wurde von Christian Heinrich Wolfsteller eine neue Orgel eingebaut, die auf Grund des Brandes nicht mehr erhalten ist. Die 1911 von Paul Rother vollständig neu konstruierte und 1980/1981 von G. F. Steinmeyer & Co. renovierte Orgel wurde eine Etage tiefer als ihre Vorgängerin eingebaut und soll deren Disposition weitgehend übernommen haben. Bei dieser Renovierung wurde die vorher rein pneumatische Traktur elektrifiziert und ein neuer Spieltisch eingebaut. Dieser Eingriff veränderte darüber hinaus auch die ursprünglichen Spielhilfen. Die heutige Disposition lautet:
| I Hauptwerk C–g3 |            |       |
| 1.               | Bordun     | 16′   |
| 2.               | Prinzipal  | 8′    |
| 3.               | Hohlflöte  | 8′    |
| 4.               | Gedackt    | 8′    |
| 5.               | Salicional | 8′    |
| 6.               | Gambe      | 8′    |
| 7.               | Oktave     | 4′    |
| 8.               | Spitzflöte | 4′    |
| 9.               | Quinte     | 2 ⁄3′ |
| 10.              | Oktave     | 2′    |
| 11.              | Mixtur IV  |       |
| 12.              | Trompete   | 8′    |

| II Schwellwerk C–g3 |                 |     |
| 13.                 | Gedackt         | 16′ |
| 14.                 | Geigenprinzipal | 8′  |
| 15.                 | Bordun          | 8′  |
| 16.                 | Flauto Amabile  | 8′  |
| 17.                 | Quintatön       | 8′  |
| 18.                 | Aeoline         | 8′  |
| 19.                 | Vox Coelestis   | 8′  |
| 20.                 | Geigenprinzipal | 4′  |
| 21.                 | Flauto Travers  | 4′  |
| 22.                 | Waldflöte       | 2′  |
| 23.                 | Sesquialtera II |     |
| 24.                 | Cornett IV      |     |
|                     | Tremulant       |     |

| Pedal C–f1 |               |         |
| 25.        | Subbass       | 16′     |
| 26.        | Gedacktbass   | 16′     |
| 27.        | Violon        | 16′     |
| 28.        | Quintbass     | 10 2⁄3′ |
| 29.        | Prinzipalbass | 8′      |
| 30.        | Gedacktbass   | 8′      |
| 31.        | Cello         | 8′      |
| 32.        | Posaune       | 16′     |

- Koppeln:
  - Normalkoppeln: I/II, I/P, II/P
  - Superoktavkoppeln: I/II, II

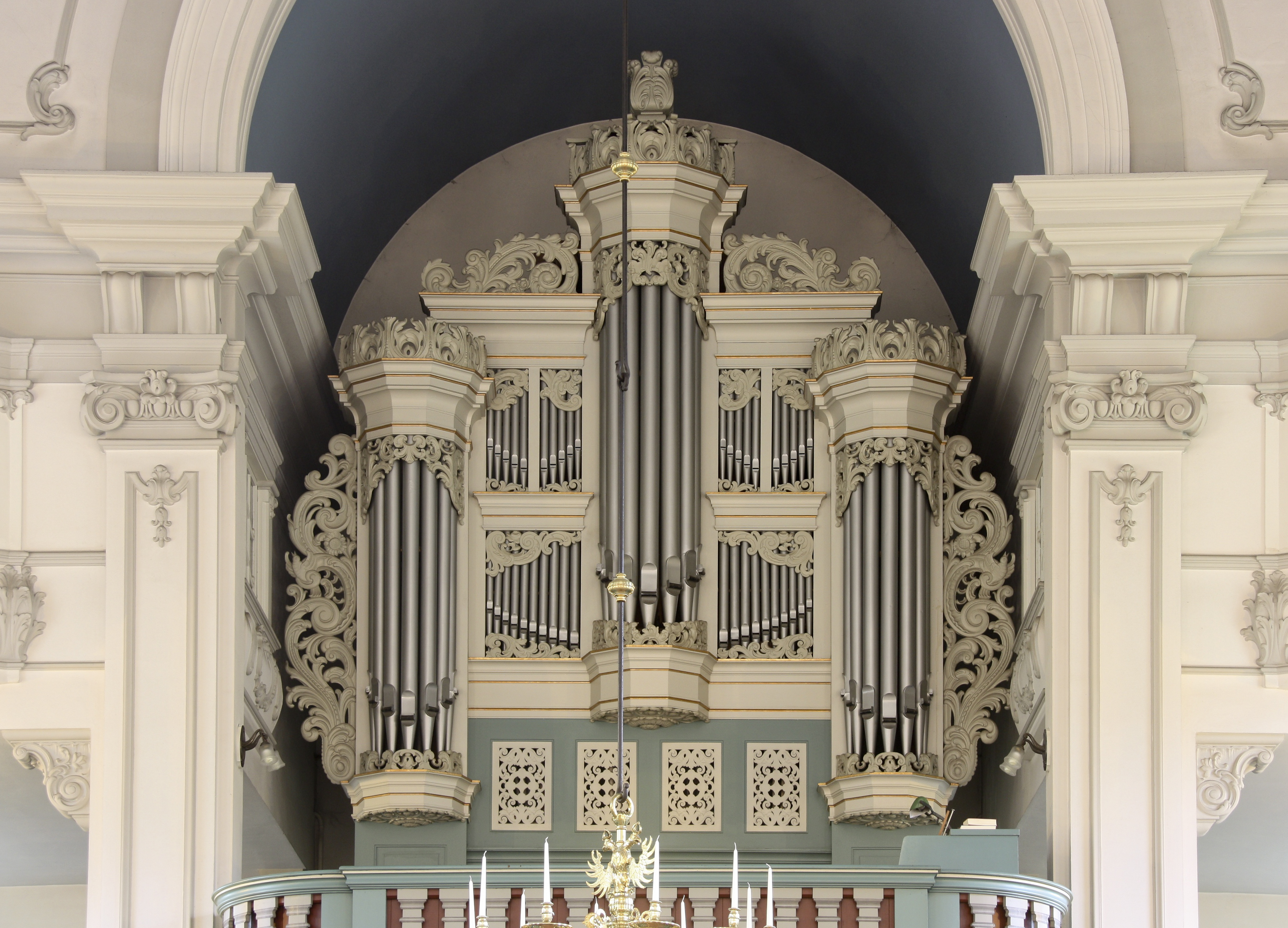
Orgelprospekt

- Spielhilfen: 2 freie Kombinationen, Organo Pleno

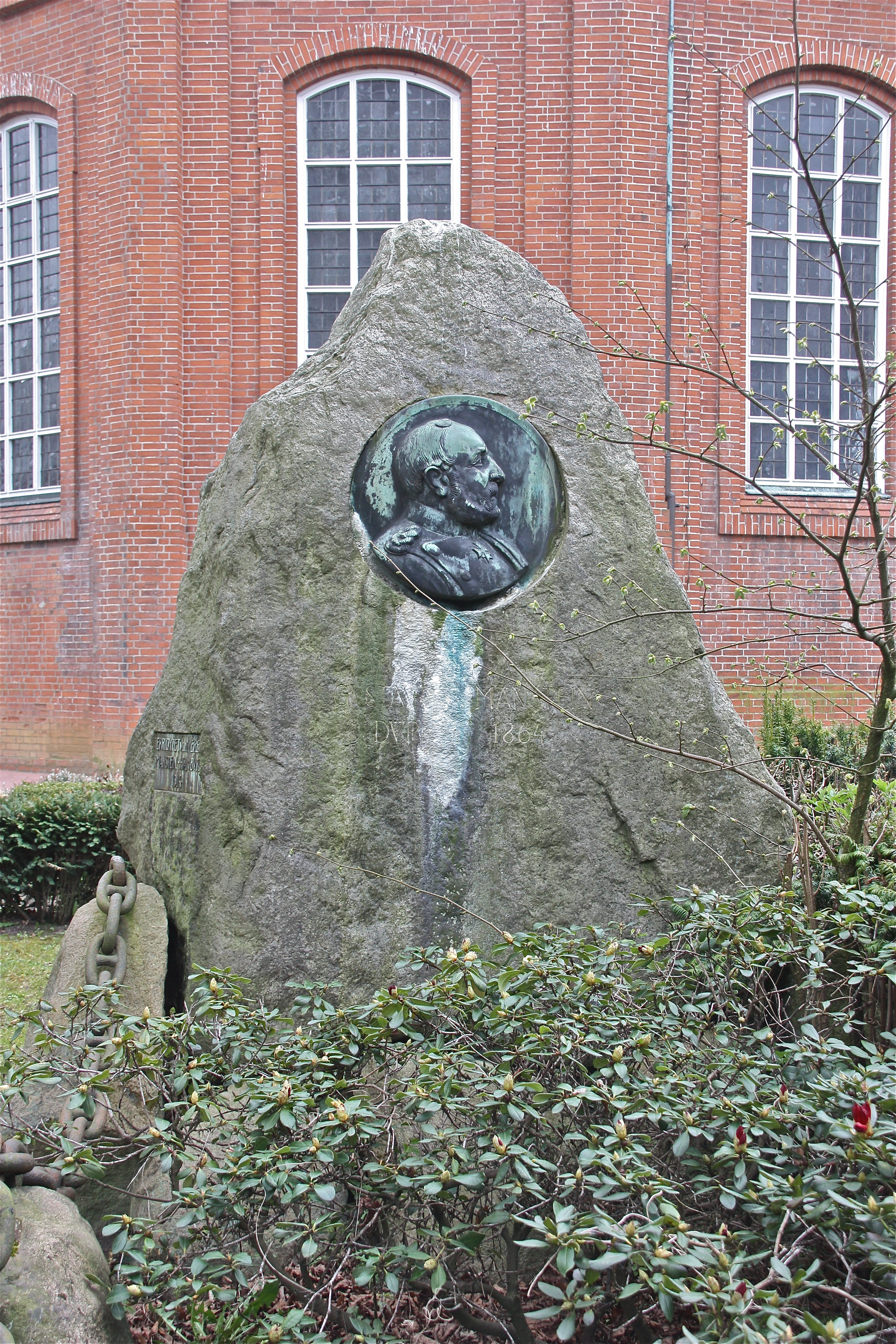
Friedhof, von Mansteins Grabmal

## Friedhof
Friedhof und Kirche bilden auch heute noch eine Einheit, die im nördlichen Teil reich mit Bäumen und Hecken gegliedert ist, um im Süden offener zu werden und scheinbar in die Weide- und Wiesenlandschaft zur Elbe hin überzugehen. Insgesamt wirken Kirch- und Friedhof großzügiger als bei vielen anderen Kirchen der Marschen.
Unter den historischen Grabmalen nordöstlich der Kirche befindet sich auch der reliefgeschmückte Findling des Grabes von Gustav von Manstein. An die Geschichte von Seefahrt und Waljagd erinnert ein Walfängergrab von 1736, von dem noch Reste des Torbogens aus Walkieferknochen vorhanden sind, die heute jedoch innerhalb der Kirche aufbewahrt werden.

## Fotografien und Karte
Koordinaten: 53° 30′ 50″ N, 10° 7′ 36″ O

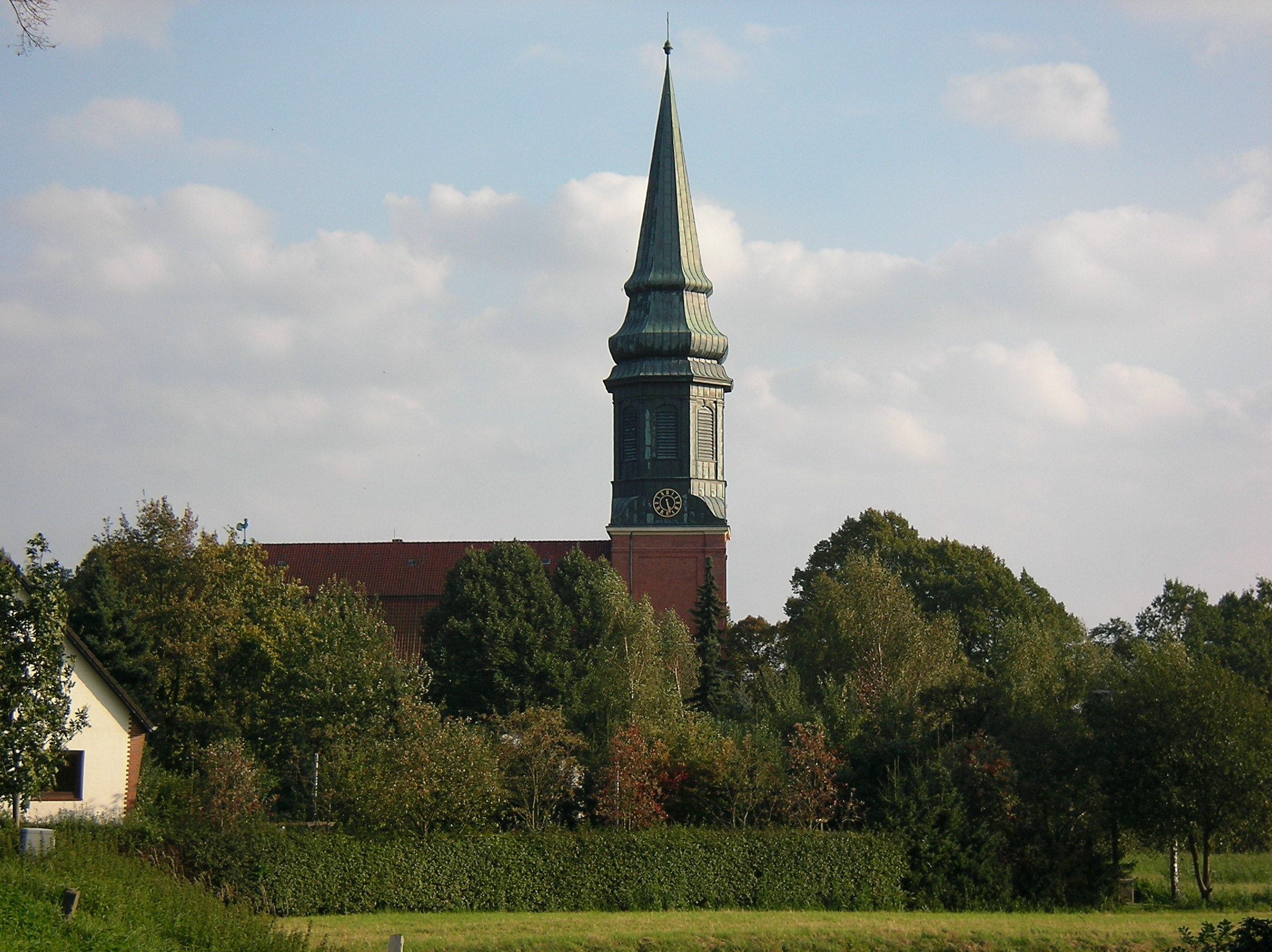
Blick von der Wiesenseite auf die Kirche
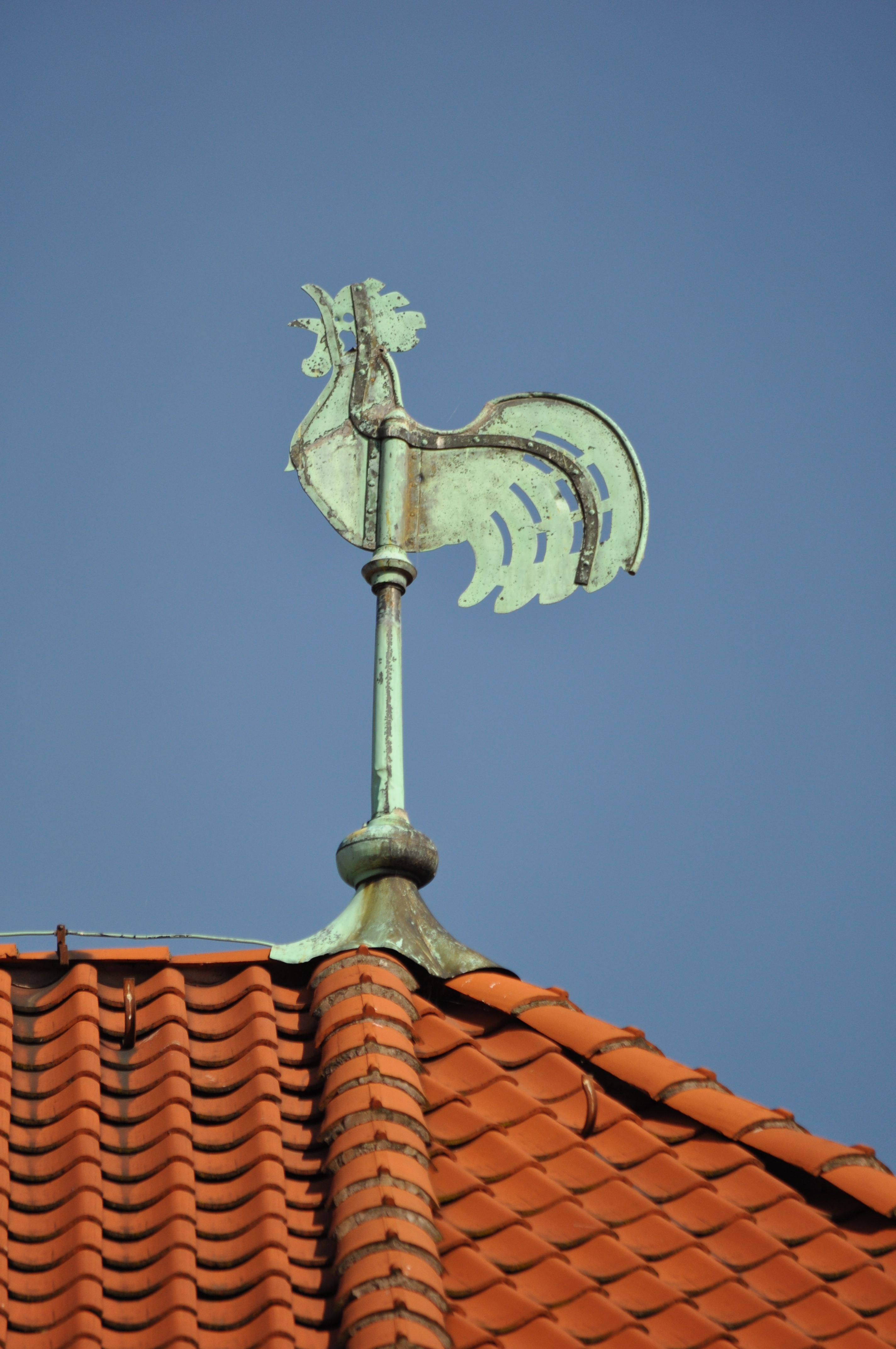
Wetterhahn
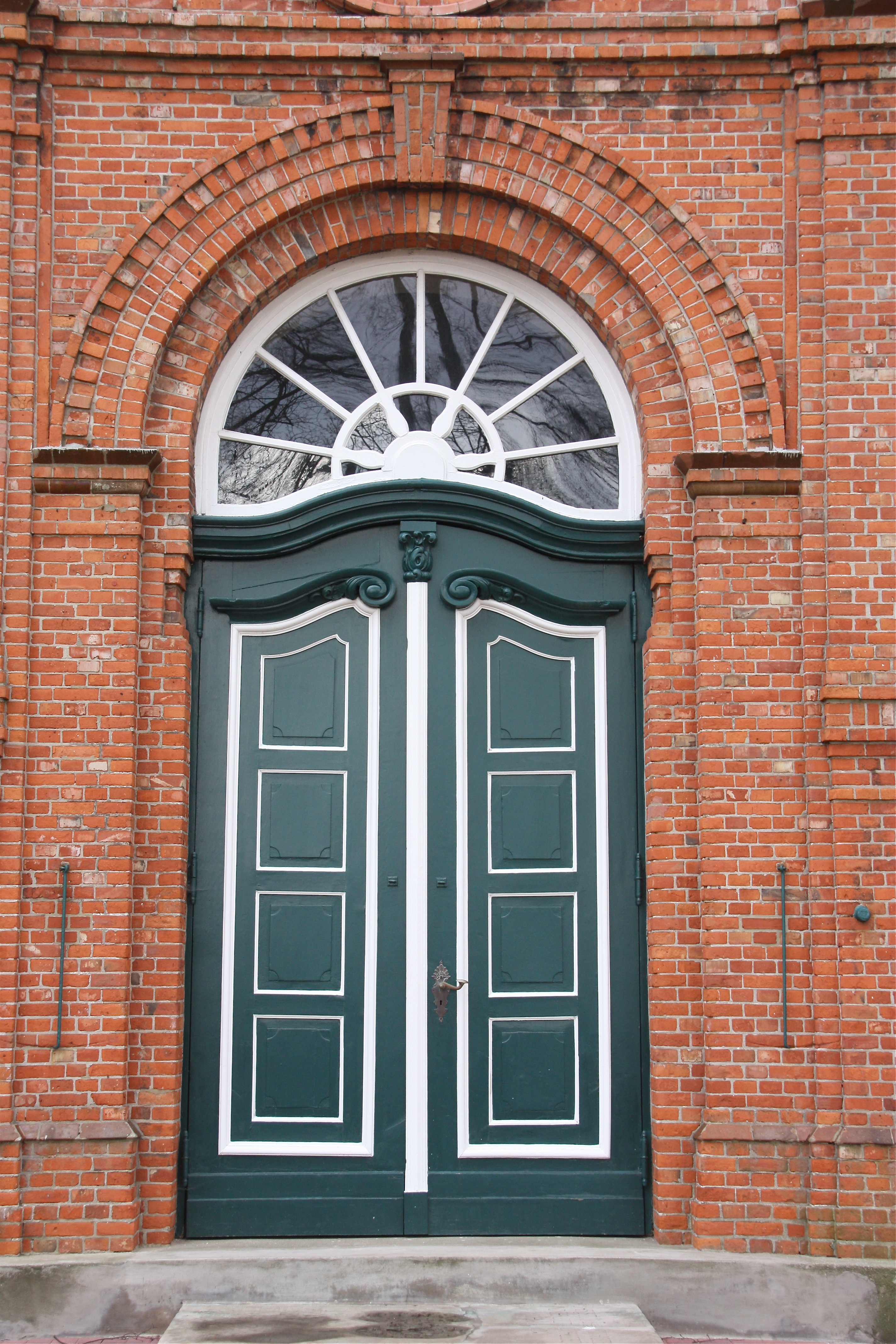
Haupteingang
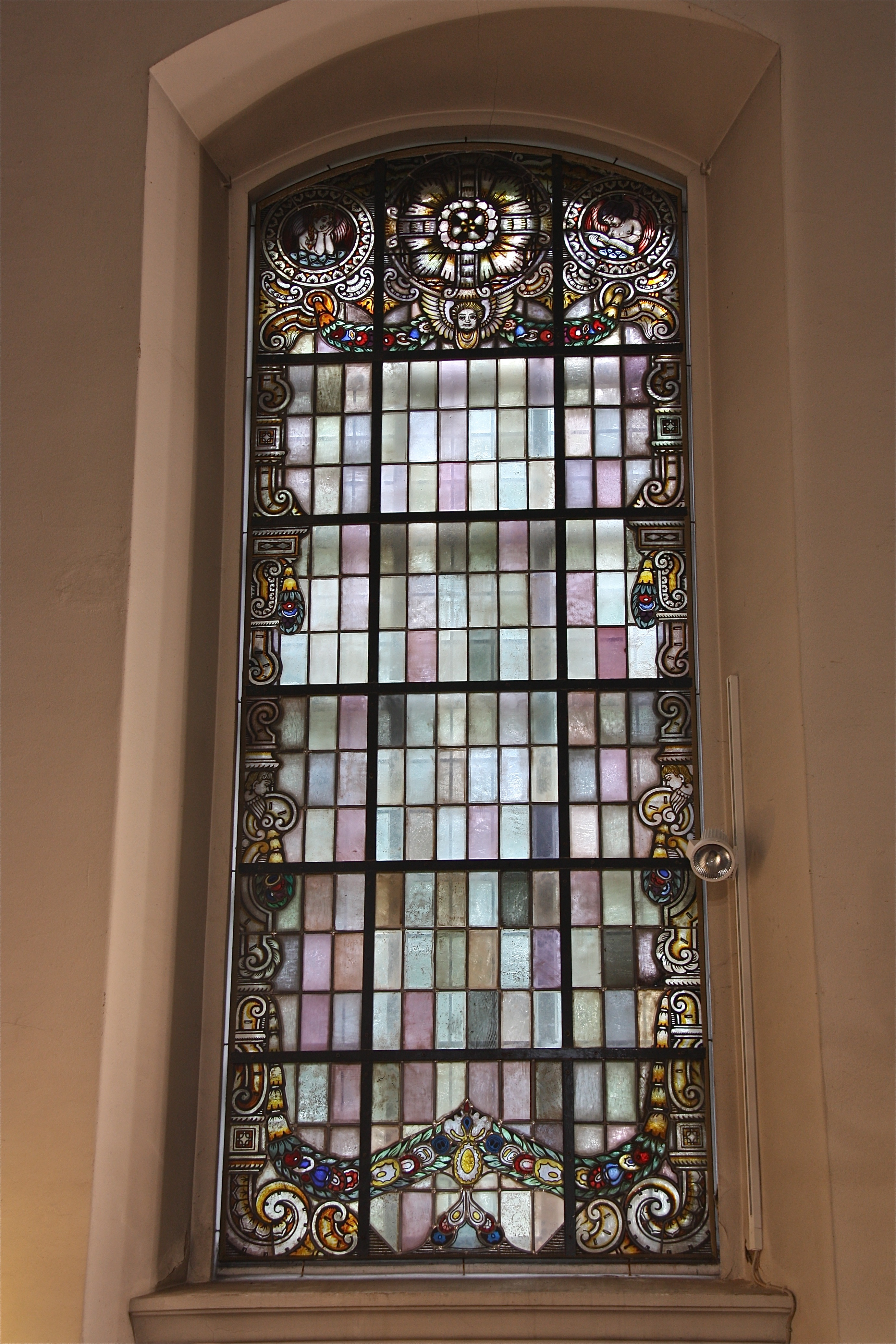
Fenster im Chor
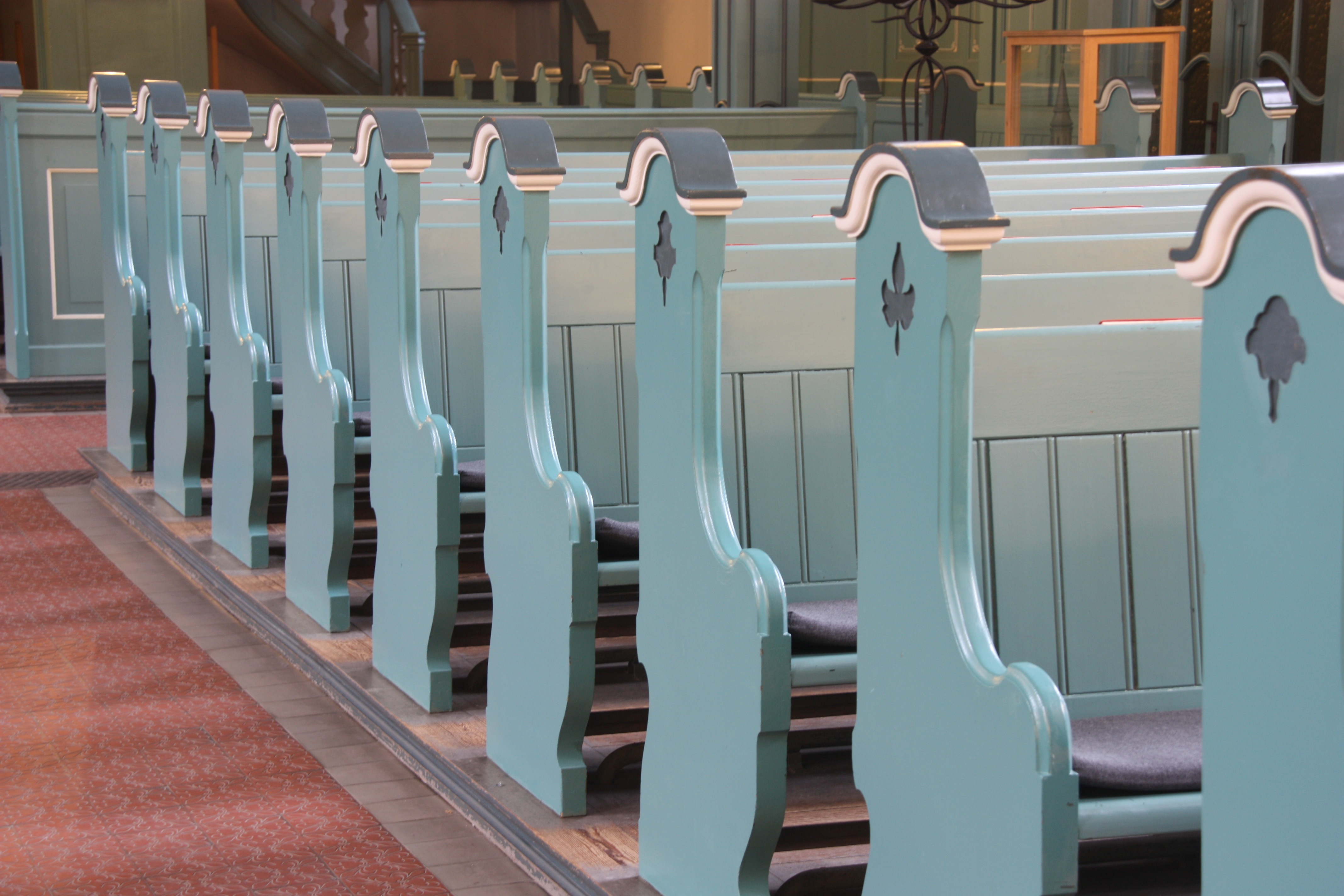
Gestühl im Kirchenschiff
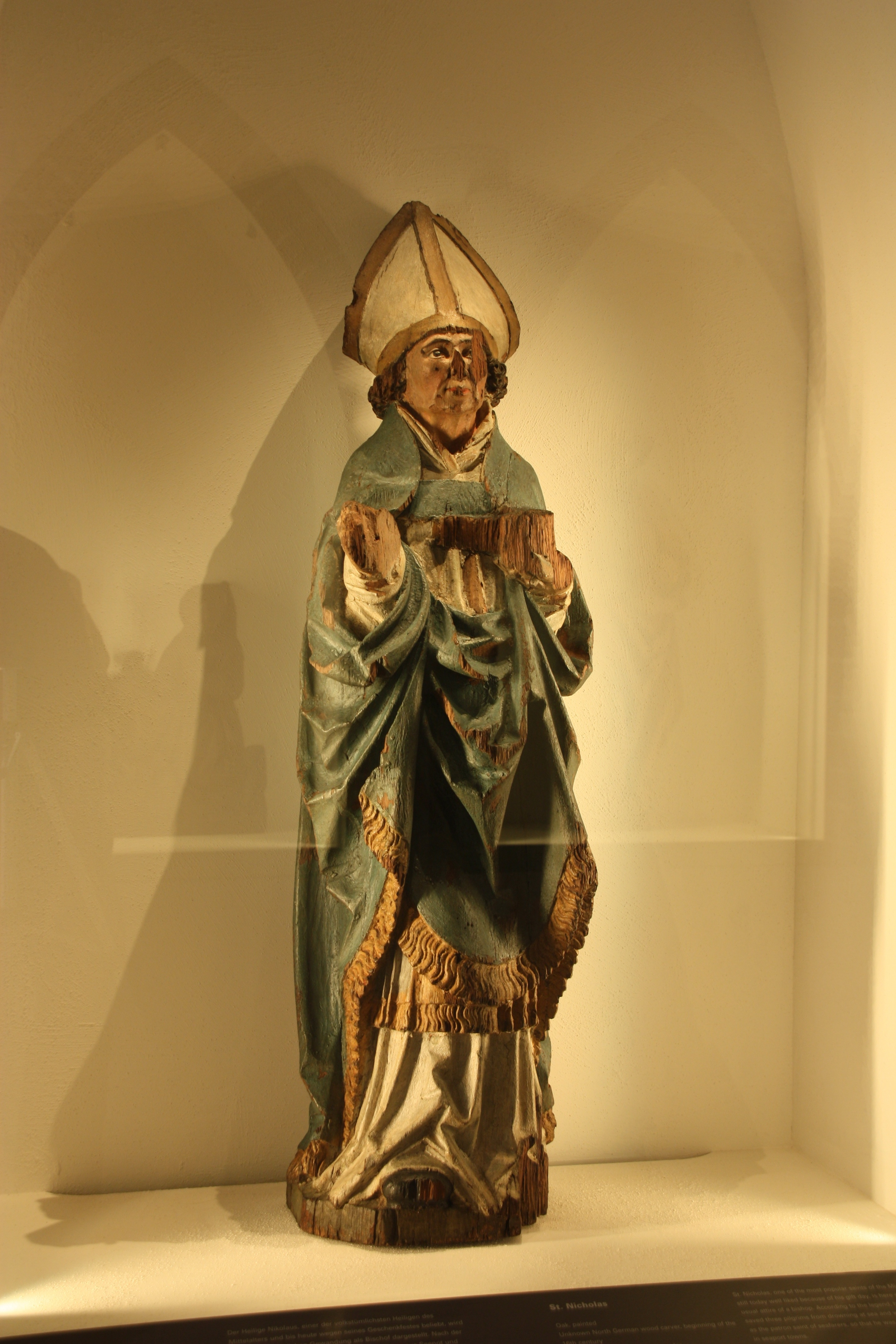
Skulptur des hl. Nikolaus im Museum für hamburgische Geschichte